# پاشا

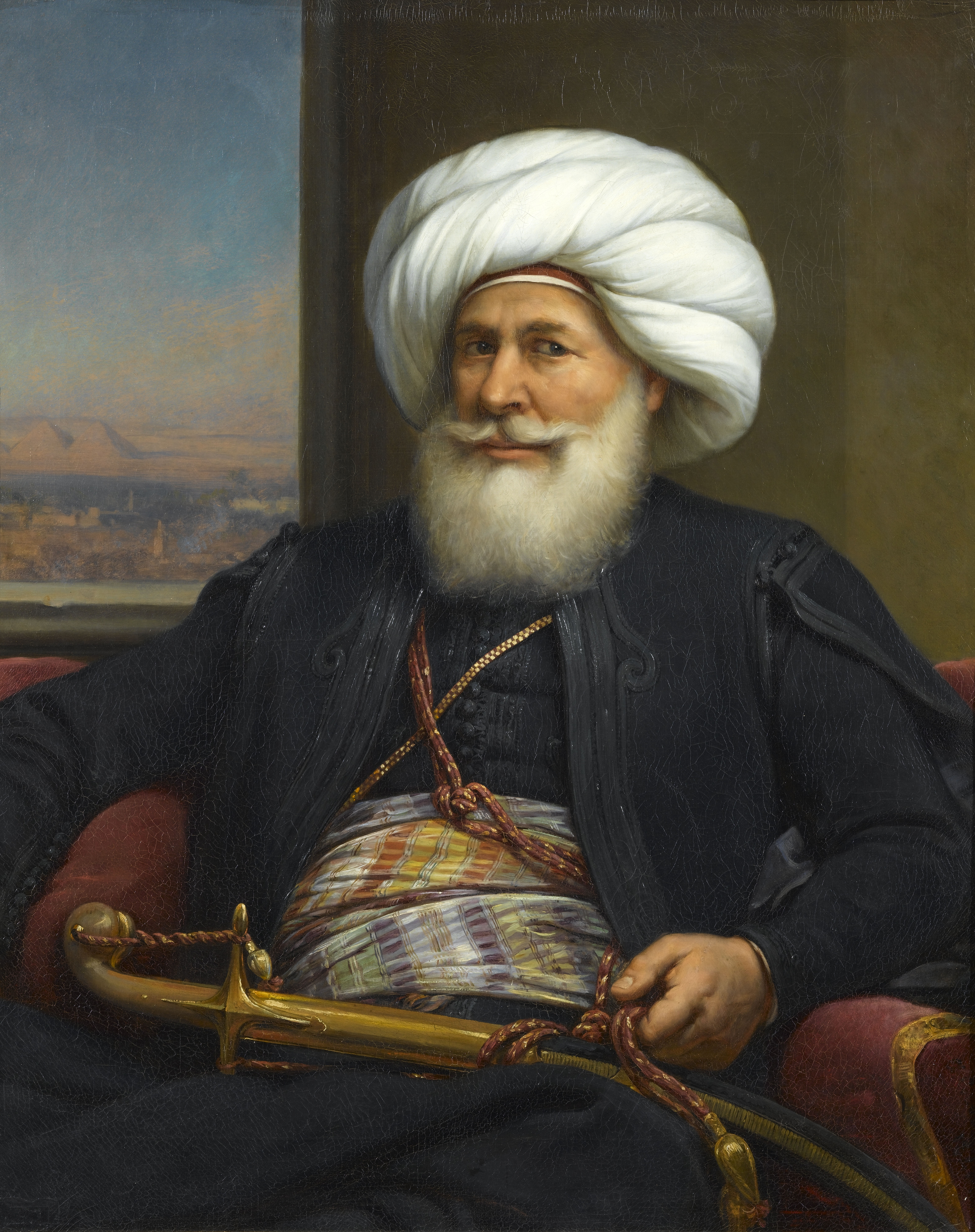
محمدعلی پاشا

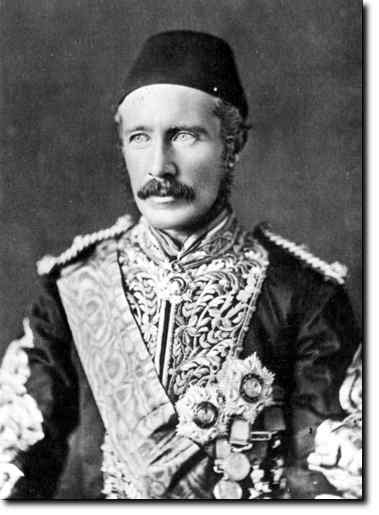
ژنرال چارلز گوردون، حاکم بریتانیایی سودان در شمایل پاشایی.

پاشا (به ترکی استانبولی: paşa) یک مقام بالا در سیستم سیاسی امپراتوری عثمانی بوده‌است که معمولاً به فرمانداران، تیمسارها یا دیگر اشخاص بزرگ داده می‌شد.

## ریشه واژه
برطبق واژه‌نامه برخط ریشه‌شناسی (Online Etymology Dictionary) اسمِ پاشا از کلمه «باش» به معنی «سر، رئیس» مشتق شده‌است که خود از ترکیب واژگان «پتی» در زبان پارسی پهلوی، به معنیِ «ارباب» و «سرور» و کلمه «شاه» ساخته شده‌است. براساس فرهنگ انگلیسی آکسفورد استفاده از لقبِ «پاشا» به قرن هفدهم میلادی برمی‌گردد و در زبات فارسی پهلوی از ادغام دو کلمه «پاتی» و «شاه» حاصل شده‌است. جری باکاراک و یوسف ولید مرعی، محققانِ تاریخ اسلام و مسائل مربوط به قرون وسطی معتقدند که به احتمال زیاد «پاشا» شکلِ کوتاه‌شده واژه پارسیِ پادشاه است. نیکلاس اُستلر، نویسنده و پژوهشگرِ بریتانیائی نیز همین نظر را دارد. سوان نشانیان، روزنامه‌نگار و سفرنامه‌نویس ارمنی‌تبار اهل ترکیه، معتقد است که پاشا مشتق کلمه بچه (beşe) در ترکی به معنای «پسر» و «شاه‌زاده» است که در پارسی هم معنای مشابهی دارد. به این علت که در الفبای عربی حرف «پ» وجود‍ ندارد این واژه از ابتدای قرنِ سیزدهم میلادی و در زمان حکومت سلجوقیان با تغییر حرف «پ» به حرف «ب» و به‌صورت «باشا» تلفظ می‌شده‌است. همچنین در موارد ابتدائی این واژه در متونِ اروپائی این کلمه با املاهای bashaw, bassaw, bucha و bassa نگارش می‌شده‌است. در حال حاضر فرانسوی‌زبان‌ها هم اسم پاشا را با هر دو املای Pasha و Pacha می‌نگارند.
لقبِ پاشا اولین بار در قرن هشتم هجری برای سلیمان، فرزندِ ارشد اورخان یکم، پسر عثمان یکم و نوه ارطغرل، دومین حاکم بیگ‌نشین عثمانی، به‌کار رفته‌است.

## نقش لقبِ پاشا در نظام سیاسیِ عثمانی و مصر
در امپراتوری عثمانی، تنها سلطان حق اعطای عنوان پاشا را داشت. لوسی مری جین گارنت، توده‌شناس و جهان‌گردِ قرن نوزدهم، طی زندگی و سفرهای متعددی که در شهرها و روستاهای ترکیه داشت، در سال ۱۹۰۴ مقاله‌ای نوشت که و در آن به این نکته اشاره کرد که این «تنها لقبِ ترکی‌ست که با خود رتبه و اولویت مشخصی را به همراه دارد.»
به همین طریق در مصر هم، که توسط حکومت عثمانی‌ها در سال ۱۵۱۷ تصرف شده بود، لقبِ «باشا» مورد استفاده قرار گرفت.
به نظر می‌رسد که لقبِ «پاشا» در ابتدا منحصراً به فرماندهانِ نظامی و خانواده بلندپایه سلاطین داده شده‌است اما متعاقباً برای هر مقام عالی‌رتبه و همچنین افرادِ غیررسمی که دربار می‌خواست از آنها به نوعی تجلیل کند هم مورد استفاده قرار گرفته‌است.
همچنین از پاشا بعنوان لقب رسمی برای کاپودان پاشا (دریاسالار بزرگ ناوگان عثمانی) استفاده شده‌است. پاشاها بالاتر از بیگ‌ها و آقاها، اما پایین‌تر از خدیوها و وزیران قرار داشتند.
در آن حکومت‌ها سه درجه از پاشا وجود داشت که با تعدادِ دمِ اسب (به ترتیب سه، دو و یک)، به‌عنوان نمادِ سنت ترکی-مغولی، یا تعداد دم طاووس روی البسه نظامیِ پیک‌ها نمایش داده می‌شد. این‌ها به‌عنوان نمادی از اقتدار نظامی روی البسه به نمایش گذاشته می‌شدند تا مرتبه شخص را نشان دهند. در نظام حکومت عثمانی فقط خودِ سلطان مستحق چهار دم به عنوان فرمانده کل قوا بود.

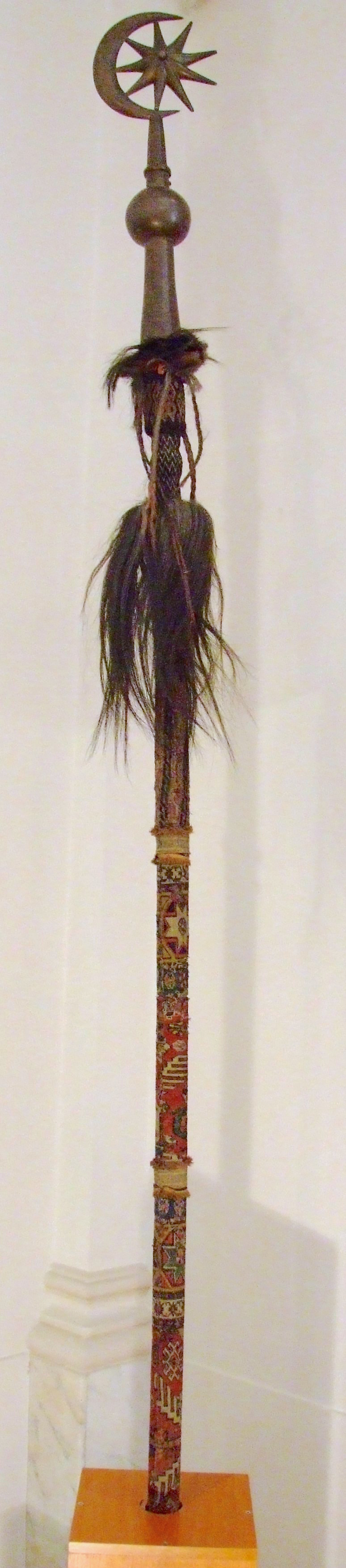
عَلمِ یک پاشایِ عثمانی با دو دمِاسب

درجات نظامی زیر به دارنده لقب پاشا تعلق می‌گرفت و درجات پائین‌تر از پاشا صرفاً افندی یا بیگ خطاب می‌شدند:
- وزیر اعظم (نخست‌وزیر)
- مشیر (فیلد مارشال)
- فریق (سپهسالار ارتش یا معاون نیروی دریایی)
- لواء (سرلشکر یا دریاسالار عقب)
- قیزلر آغاسی (کیزلار آغا- رئیس خواجگان سیاه‌پوست، بالاترین نگه‌بانِ حرمِ کاخِ توپکاپی؛ سه‌دم، به عنوان فرمانده سپاهِ بلطجی‌های ناچخداران در ارتش شاهنشاهی)
- شیخ الاسلام قسطنطنیه (بالاترین روحانیِ مسلمان، در هیئت دولت).

اگر یک پاشا بر قلمروی استانی حکومت می‌کرد، می‌شد از از آن ایالت با اصطلاحِ «پاشالوک» یا «پاشالیک» بعد از عنوانِ نظامی پاشایِ آن ایالت، استفاده می‌شد. ایالت، ولایت/ولایت. هر دو بیلربی (فرمانداران) و ولیس/والی‌ها (متداول‌ترین نوع فرماندار) به سبک پاشا (معمولاً با دو دم) تعلق داشتند. کلمه پاشالیک به هر استان یا سایر حوزه‌های قضایی یک پاشا مانند پاشا یا باشاو طرابلس اشاره می‌کند. به عنوان مثال طرابلُس یا تریپولی پاشالیکی بود که توسط پاشاهای مختلف اداره می‌شد.
مقامات عثمانی و مصری این عنوان را هم به مسلمانان و هم به مسیحیان بدون برتریِ خاصی اعطا کردند. آنها همچنین این لقب را به خارجی‌های در خدمتِ امپراتوری عثمانی یا سلسله خدیوی مصر (که بعدها به سلطنت مصر و پادشاهی مصر تغییر کرد) هم می‌دادند. به عنوان مثال: هوبارت پاشا که یک دریاسالارِ انگلیسی‌زاده عثمانی بود.
در تاریخِ مصر، خاندان أباظة به دلیل داشتن بیشترین افراد از طبقه اشرافِ زیر سلطه خاندان محمد علی به عنوان «خانواده پاشاها» شناخته می‌شدند. آن‌ها گرچه در هیچ‌کدام حاکم یا رئیس‌جمهور نبودند، ولی به عقیده بسیاری از رسانه‌های مصری خانواده‌ای بودند که مصر آن زمان را اداره می‌کردند. همچنین از این خانواده به عنوان قدیمی‌ترین دودمانِ عضو پارلمانِ مصر یاد می‌شود.

## فهرستِپاشاهای مشهور
- خاندان أباظة
- عباس اول مصر
- عباس دوم مصر
- علی پاشا
- آندرانیک پاشا
- بیکر پاشا
- بارباروس خیرالدین پاشا
- احمد پاشا خمپاره‌چی
- جیکالة زاده یوسف سنان باشا
- جمال پاشا
- ابراهیم پاشای پارگایی
- امین پاشا
- انور پاشاانور پاشا
- اسد پاشا
- فخری پاشا
- فکری باشا
- فؤاد پاشا
- غلوب باشا
- گوردون پاشا
- هاکوب کازازیان پاشا
- هاجی مصطفی پاشا
- هوبارت پاشا
- حسین توفیق باشا
- حسین رفقی باشا
- إبراهیم أدهم باشا
- عصمت پاشا
- جمال پاشا
- جؤذر باشا
- قره مصطفی پاشا
- هاکوب کازازیان پاشا
- علج علی باشا
- مصطفی پاشا (لله پاشا)
- محمود سامی البارودی
- علی پاشا الشمسی
- مصطفی النحاس پاشا
- حسن صبری پاشا
- حسین رشدی پاشا
- محمود النقراشی پاشا
- پطرس پاشا غالی
- عبدالخالق ثروت پاشا
- ابراهیم حسن پاشا
- ابراهیم حلیم
- ابراهیم دسوقی اباظه
- سعد زغلول
- احمد زکی پاشا
- حسین سری پاشا
- محمد شریف پاشا
- احمد شوقی
- محمد طاهر پاشا
- ابراهیم عبد الهادی
- عبدالرحمن عزام
- مصطفی کامل پاشا
- احمد لطفی السید
- احمد ماهر پاشا
- علی مصطفی مشرفه
- محمد توفیق نسیم پاشا
- جعفر والی حلمی
- یوسف وهبه پاشا
- عدلی یکن پاشا
- احمد مختار پاشا

- خسرو پاشا بوشناق
- محمدپاشا تکلو
- آبازه حسن پاشا

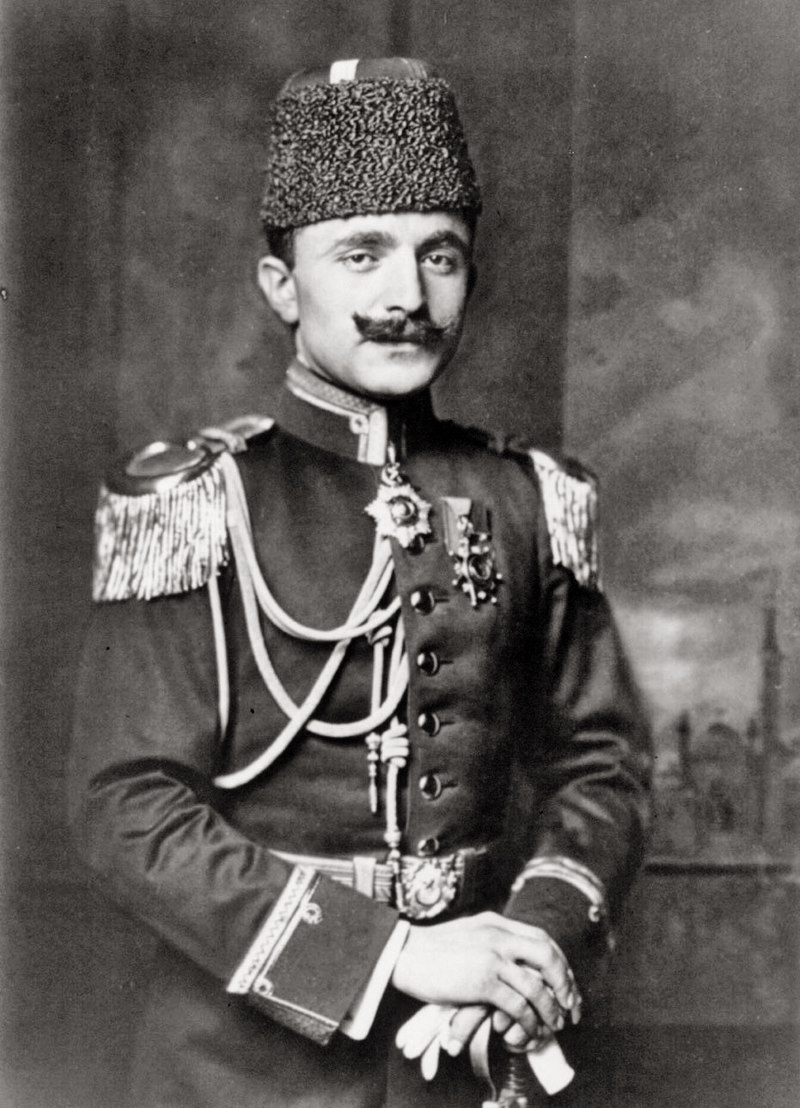
انور پاشا

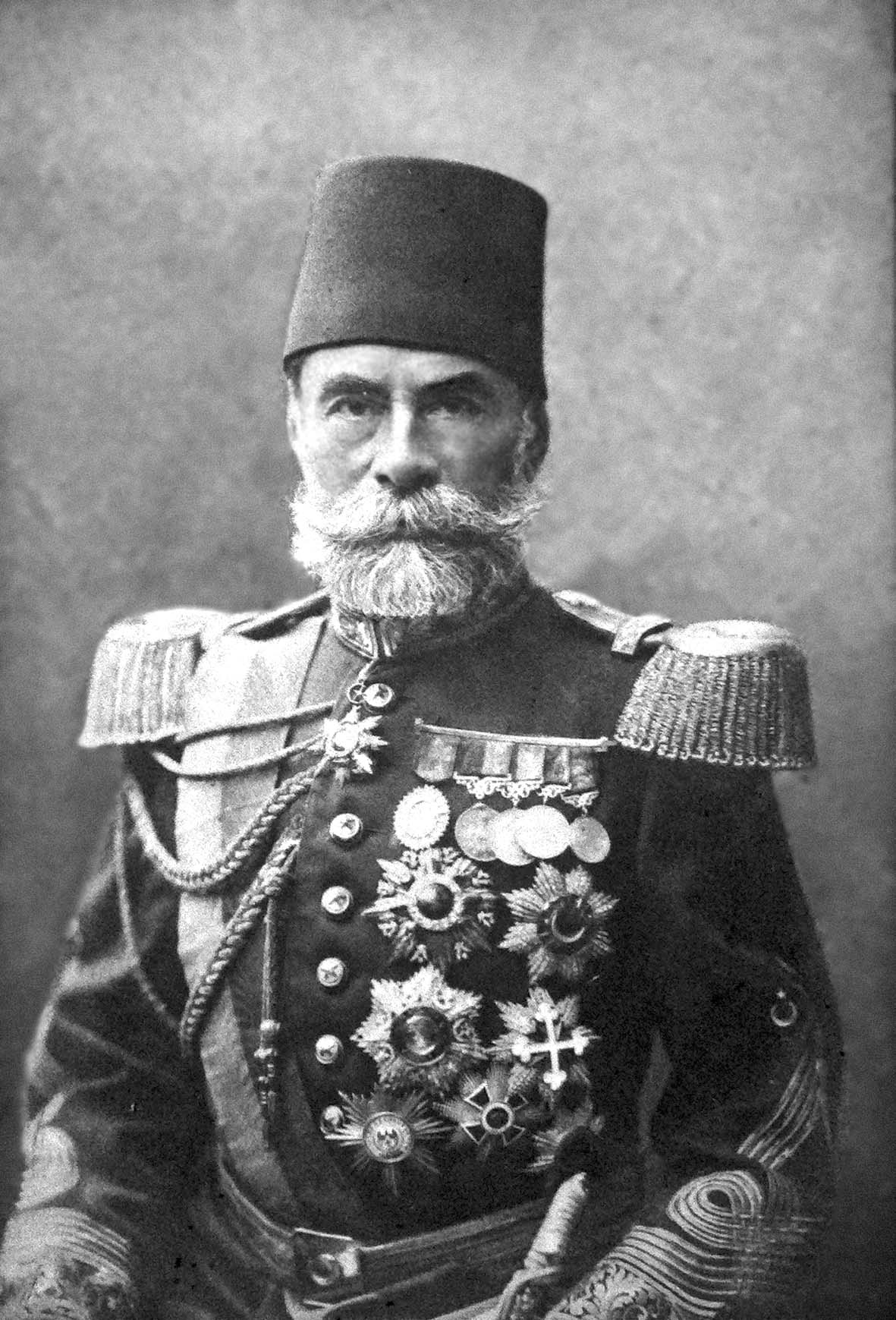
احمد مختار پاشا

- مصطفی کمال آتاترک (مصطفی کمال پاشا) مصطفی کمال پاشا آتاتورک

مصطفی کمال پاشا آتاتورک

- اتو لیمان فن زاندرس
- احمد پاشا
- احمد جودت پاشا
- احمد مختار پاشا
- وارطان پاشا
- حسن پاشا
- حسین آوینی پاشا
- خسرو پاشا بوشناق
- خواجه سینان پاشا
- داماد ابراهیم پاشا
- داماد ابراهیم پاشای نوشهری
- تورگوت رئیس
- رستم پاشا
- آغبیور سروب
- سلیمان ابولیلا پاشا
- سوکلو محمد پاشا
- شریف پاشا
- طلعت پاشا
- عثمان‌پاشا اوزدمر اوغلی
- علی پاشا یوآنینا
- عمر پاشا
- فؤاد پاشا
- هاکوب کازازیان پاشا
- کاظم قره‌بکر
- مصطفی کامل پاشا
- تهامی کلاوی
- کلمار فرایهر فن در گلتس
- کلود الکساندر دو بونوال
- کوپرولو عبدالله پاشا
- کیوک مراد پاشا
- مؤذن‌زاده علی پاشا
- محمد امین عالی پاشا
- محمدعلی پاشا
- محمود شوکت پاشا
- مدحت پاشا
- مصطفی رشید پاشا
- قره مصطفی پاشا
- احسان نوری پاشا
- یاسین هاشمی